# Troms i Finnmark
Troms i Finnmark (norveški: Troms og Finnmark) bio je okrug u sjevernoj Norveškoj koji je osnovan regionalnom reformom 1. siječnja 2020. godine, a razveden 1. siječnja 2024. godine. Tijekom svojega postojanja, bio je najveći je okrug Norveške s oko 75 000 km² površine, a nastao je spajanjem okruga Finnmark i Troms, uz dodatak općine Tjeldsund iz okruga Nordland.
Njegovo stvaranje označilo je prvi put da su okruzi Finnmark i Troms bili spojeni od 1844. godine, iako su oba do 1919. godine pripadali županiji zvanoj prema gradu Tromsøu. Ipak, za postojanja Tromsa i Finnmarka kao jedinstvenog okruga, bile su zadržane zasebne izborne jedinice Finnmark i Troms.
Administrativna sjedišta okruga bila su podijeljena između dva grada. Političke i administrativne ustanove nalazile su se u Tromsøu (prethodnom i trenutnom sjedištu okruga Troms), dok je sjedište guvernera okruga bilo u gradu Vadsø (prethodnom i trenutnom sjedištu okruga Finnmark). Ta su dva grada udaljena ukupno 800 km.
Norveški je parlament, zbog zahtjeva koji su lokalne vlasti podnijele Ministarstvu lokalne samouprave i modernizacije, 15. lipnja 2022. godine odlučio da će se okrug ponovno odvojiti na Finnmark i Troms zasebno, i to 1. siječnja 2024. godine, a da će općina Tjeldsund tada pripasti okrugu Troms.